# Čampávatský lidožrout

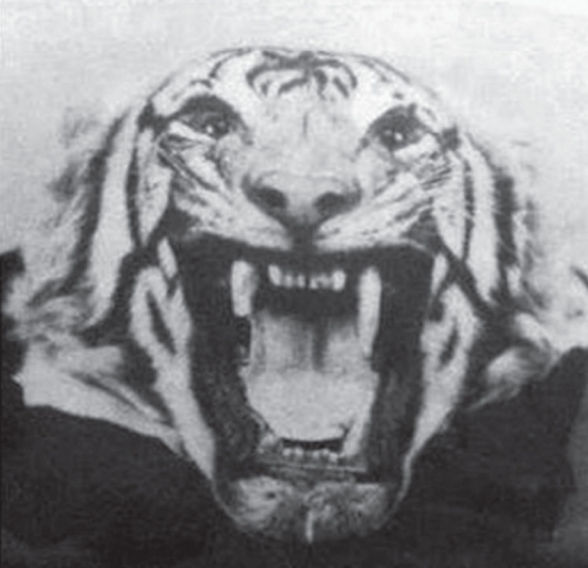
Čampávatský lidožrout

Čampávatský lidožrout byla samice tygra indického, které padlo za oběť 436 lidí z Nepálu a indického Kumáónu. Její útoky probíhaly koncem 19. a začátkem 20. století. Podle dostupných zdrojů jde o největší počet lidských obětí zabitých jediným tygrem. Tygřici zastřelil známý lovec Jim Corbett v roce 1907.

## Historie
Tygřice začala své útoky v Nepálu v podhůří Himálají koncem 19. století. Lidé byli napadáni, když procházeli džunglí. Nejprve byli k zastavení útoků posláni různí lovci, ale tygřice jim vždy unikla. Nakonec byla povolána nepálská armáda. Té se také nepodařilo tygřici zabít, ale donutili ji alespoň opustit oblast. Tygřice přeplavala hraniční řeku Sardu, čímž se dostala do Indie. Za dobu svého působení v Nepálu zabila 200 lidí. V Indii brzy pokračovala ve svých útocích na lidi a to ve správní oblasti Kumáón. Postupně se stávala stále odvážnější, prováděla svoje útoky za světla a velmi blízko vesnic či přímo v nich. Život na mnoha místech byl téměř paralyzován, mnozí vesničané odmítali opustit své chatrče a vycházet ven. Tygřici se dařilo vyhýbat se lovcům, neboť měla promyšlenou taktiku - nikdy neútočila dvakrát na stejném místě a zabité lidi konzumovala relativně rychle. Vláda vypsala za zabití lidožrouta odměnu.
V roce 1907 se do případu vložil do té doby neznámý britský lovec Jim Corbett. Byl to jeho první střet s lidožravým tygrem. Corbettovi se tygřici podařilo vystopovat poté, co zabila šestnáctiletou dívku nedaleko městečka Čampávat. Corbett ji našel druhý den a za pomoci místních lidí ji zastřelil. Posmrtně ji prohlédl a zjistil, že měla oba pravé špičáky zlomené, pravděpodobně po střelné ráně. To jí bránilo, či přinejmenším omezovalo v lovu své přirozené kořisti. Celkem si její řádění vyžádalo 436 mrtvých, což je oficiální rekord nejen mezi tygry, ale mezi všemi lidožravými šelmami.

## Dědictví
V Čampávatu poblíž Chataar Bridge na cestě do Lohaghatu se nachází betonová deska, která má upomínat na místo, kde byla tygřice zabita. Jim Corbett později své zážitky z lovu lidožravých šelem zvěčnil v knize Tygři z Kumáonu (Man-Eaters of Kumaon). Jednu z prvních kapitol věnoval právě pronásledování tygřice z Čampávatu.